# جیمز موری (زبان‌شناس)

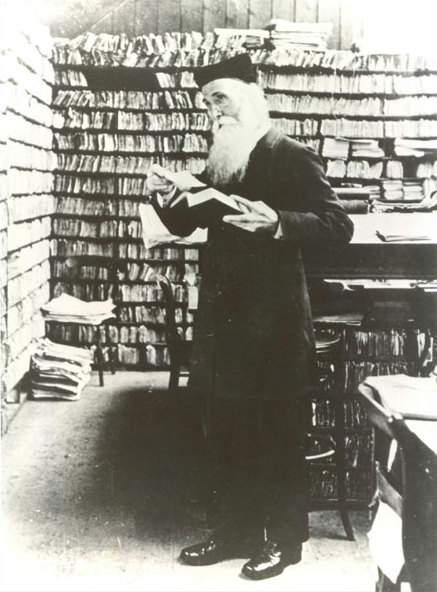
سِر جیمز موری در دههٔ ۱۸۸۰

سِر جیمز آگوستوس هنری موری (به انگلیسی: James Augustus Henry Murray) (معروف به سِر جیمز موری یا سِر جیمز ماری) (زادهٔ ۷ فوریهٔ ۱۸۳۷ در اسکاتلند - درگذشتهٔ ۲۶ ژوئیهٔ ۱۹۱۵ در آکسفورد، انگلستان) لغت‌شناس و فرهنگ‌نویس بلندآوازهٔ اسکاتلندی بود. شهرت او بیشتر به این دلیل است که نخستین ویراستار فرهنگ انگلیسی آکسفورد (OED) بوده‌است. موری، بیشترِ سال‌های نیمهٔ دوم عمرش، یعنی ۳۶ سال، از ۱۸۷۹ تا هنگام درگذشتش را صرفِ تألیف و سرپرستیِ تألیف و تدوین فرهنگ یادشده کرد. تا سال ۱۹۱۴، حدود یک سال پیش از درگذشتِ او، ۸ مجلد از ۱۲ مجلد (۱۰ جلدِ) ویرایش نخستِ فرهنگ (یعنی تا Sh) چاپ شده بود.وی تا پیش از مرگش توانست تا حرف T را کامل کند. متن کامل اثر، در یکم ژانویه  سال ۱۹۲۸، یعنی ۱۳ سال پس از درگذشت موری، منتشر شد. این اثر، در دوازده جلد ، شامل ۴۱۴۸۲۵ هزار واژه و ۱۸۲۷۳۰۶ نقل قول توضیحی منتشر شد، و بزرگ‌ترین فرهنگ لغت زبان انگلیسی است و معتبرترین فرهنگ لغت جهان به‌شمار می‌رود.
از او به‌عنوان یکی از بزرگ‌ترین لغت‌شناسان سنتیِ زبان انگلیسی یاد می‌کنند. موری بر اثر عارضهٔ  سینه‌پهلو یا پلورزی در ۷۸سالگی در آکسفورد درگذشت و همان‌جا به خاک سپرده شد.

## شمایل فرهنگی
سایمون وینچستر کتابِ جرّاحِ کروتورن (۱۹۹۸) را دربارهٔ موری و ویلیام چستر ماینر نوشت. سپس‌تر فیلمِ پروفسور و مرد دیوانه (۲۰۱۹) به کارگردانی P.B.Shemran  از روی این کتاب ساخته شد، با بازی مل گیبسون در نقشِ موری.